# Норман Лингејри
Норман Лингерји (енгл. Norman Ligairi; 29. јануар 1976) бивши је фиџијански рагбиста. Његова примарна позиција је била аријер, а секундарна крило. Једини је фиџијански рагбиста, који је успео на једној истој утакмици да постигне 2 есеја против моћних Ол блекса, рагби репрезентације Новог Зеланда. За Фиџи је дебитовао против Тонге. 2001., је одиграо 5 тест мечева за Фиџи, а 2002., је био део репрезентације Фиџија на турнеји у Великој Британији и Ирској. Био је део репрезентације Фиџија на два светска купа (2003, 2007). Са 18 постигнутих есеја, трећи је на листи најбољих стрелаца по броју постигнутих есеја за репрезентацију Фиџија. У француској лиги је играо за Брив, за који је постигао 17 есеја и за Ла Рошел за који је постигао 13 есеја. Играо је и за репрезентацију Фиџија у рагбију 7. Ожењен је и има једно дете.